# Thrilled
『Thrilled』（スリルド）は、KATSUMIの19枚目の会場限定CD。

## 内容
ライブ会場限定で販売されている会場限定CDの19作目。
公式ファンクラブ「Hip Bird Club」会員のみ、ファンクラブ運営の通信販売にて購入することができる。
ディスクはCD-R仕様となっている。
Project DMMへの提供曲をセルフカバーするのは今回が2度目となる。

## 収録曲
特記以外作詞・作曲・編曲：KATSUMI
1. 明日になれば
Project DMMに提供した曲をセルフカバー。
原曲は「ウルトラマンマックス」挿入歌。
2. 僕にできる愛
作詞：長野翔
6thオリジナル・アルバム『BRIGHT DAYS』収録楽曲を新録。
3. ありがとう。
9thオリジナル・アルバム『Seeds of Love』収録楽曲を新録。